# Essegney
Essegney – miejscowość i gmina we Francji, w regionie Grand Est, w departamencie Wogezy.
Według danych na rok 1990 gminę zamieszkiwało 651 osób, a gęstość zaludnienia wynosiła 77 osób/km² (wśród 2335 gmin Lotaryngii Essegney plasuje się na 510. miejscu pod względem liczby ludności, natomiast pod względem powierzchni na miejscu 712.).